# NGC 4559
NGC 4559 (другие обозначения — UGC 7766, MCG 5-30-30, ZWG 159.24, IRAS12334+2814, PGC 42002) — спиральная галактика с перемычкой (SBc) в созвездии Волосы Вероники.
Этот объект входит в число перечисленных в оригинальной редакции «Нового общего каталога».
В галактике обнаружен ультраяркий рентгеновский источник
В галактике вспыхнула сверхновая SN 1941A. Её пиковая видимая звёздная величина составила 13,2.